# مدرسة نورويتش للرسامين
مدرسة نورويتش للرسامين هي أول حركة فنية إقليمية تأسست في بريطانيا.

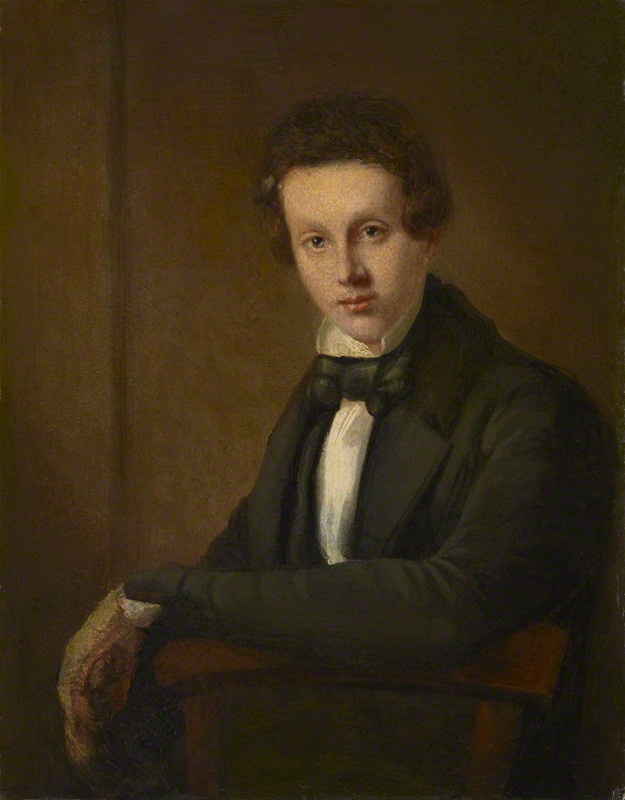
فريدريك سانديز ، كان رسامًا بريطانيًا، من رواد مدرسة نورويتش للرسامين.

استلهم فنانو المدرسة من البيئة المناظر الطبيعية في نورفولك وكانوا مدينين ببعض التأثير لأعمال رسامي المناظر الطبيعية في العصر الذهبي الهولندي مثل هوبيما ورويسدايل.

## تاريخ المدرسة

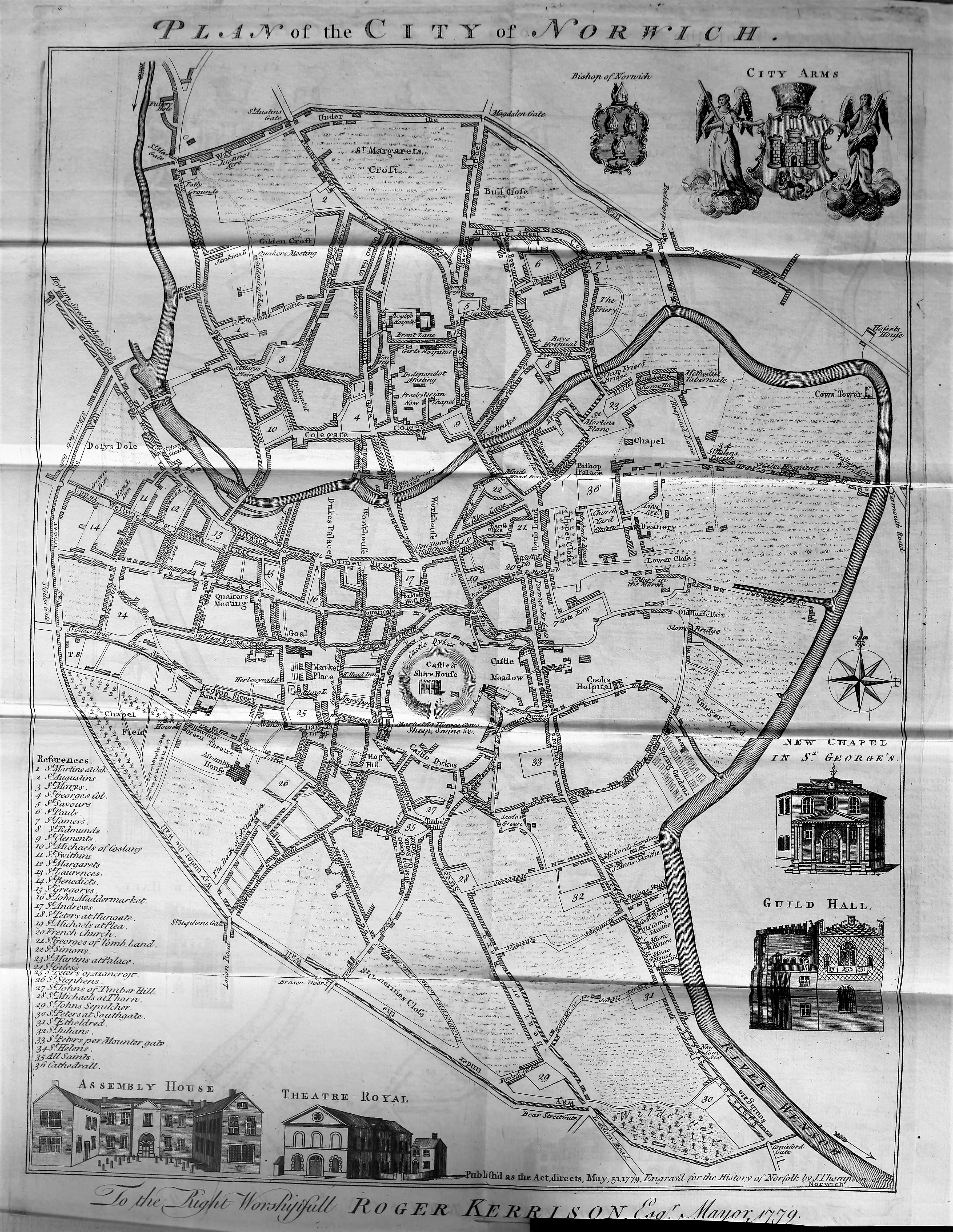
خريطة نورويتش 1781

تأسست مجتمع نورويتش للفنانين في عام 1803 على يد جون كروم وروبرت لادبروك كنادي يلتقي فيه فنانون يتبادلون الأفكار. كانت أهدافها «تحقيق صعود وتقدم الرسم والعمارة والنحت، بهدف توضيح أفضل طرق الدراسة لتحقيق الكمال الأكبر في هذه الفنون». كان أول اجتماع للجمعية في حانة الثقب في الحائط "The Hole in the Wall". بعد ذلك بعامين، انتقل إلى المبنى الذي سمح له بتقديم مساحة عمل وعرض للأعضاء. افتتح معرضها الأول في عام 1805، وحقق نجاحًا كبيرًا حتى أصبح حدثًا سنويًا حتى عام 1825. تم هدم المبنى لكن المجتمع أعيد افتتاحه بعد ثلاث سنوات، في عام 1828، باسم «مؤسسة نورفولك وسوفولك لتعزيز الفنون الجميلة» في مكان مختلف واستمرت المعارض حتى عام 1833.
كان جون كروم هو الرائد في الحركة، حيث جذب العديد من الأصدقاء والتلاميذ حتى وفاته عام 1821. ثم سقط عباءة القيادة على جون سيل كوتمان، وهو عضو في المجتمع منذ عام 1807، والذي استمر في الحفاظ على تماسك المجتمع حتى غادر نورويتش إلى لندن في عام 1834. توقف المجتمع فعليًا عن الوجود من ذلك التاريخ.
كان الإنجاز العظيم لمدرسة نورويتش هو أن مجموعة صغيرة من فنانين الطبقة العاملة الذين تعلموا ذاتيًا كانوا قادرين على رسم المناطق النائية المحيطة بنورويتش، بمساعدة رعاية محلية هزيلة. بعيدًا عن إنشاء عجائن من القرن السابع عشر الهولندي، أنشأ كروم وكوتمان، جنبًا إلى جنب مع جوزيف ستانارد، مدرسة لرسم المناظر الطبيعية التي تستحق شهرة أكبر؛ الغسلات الواسعة لألوان شبيبة كوتمان المائية تتوقع الانطباعية الفرنسية.

## صالة عرض

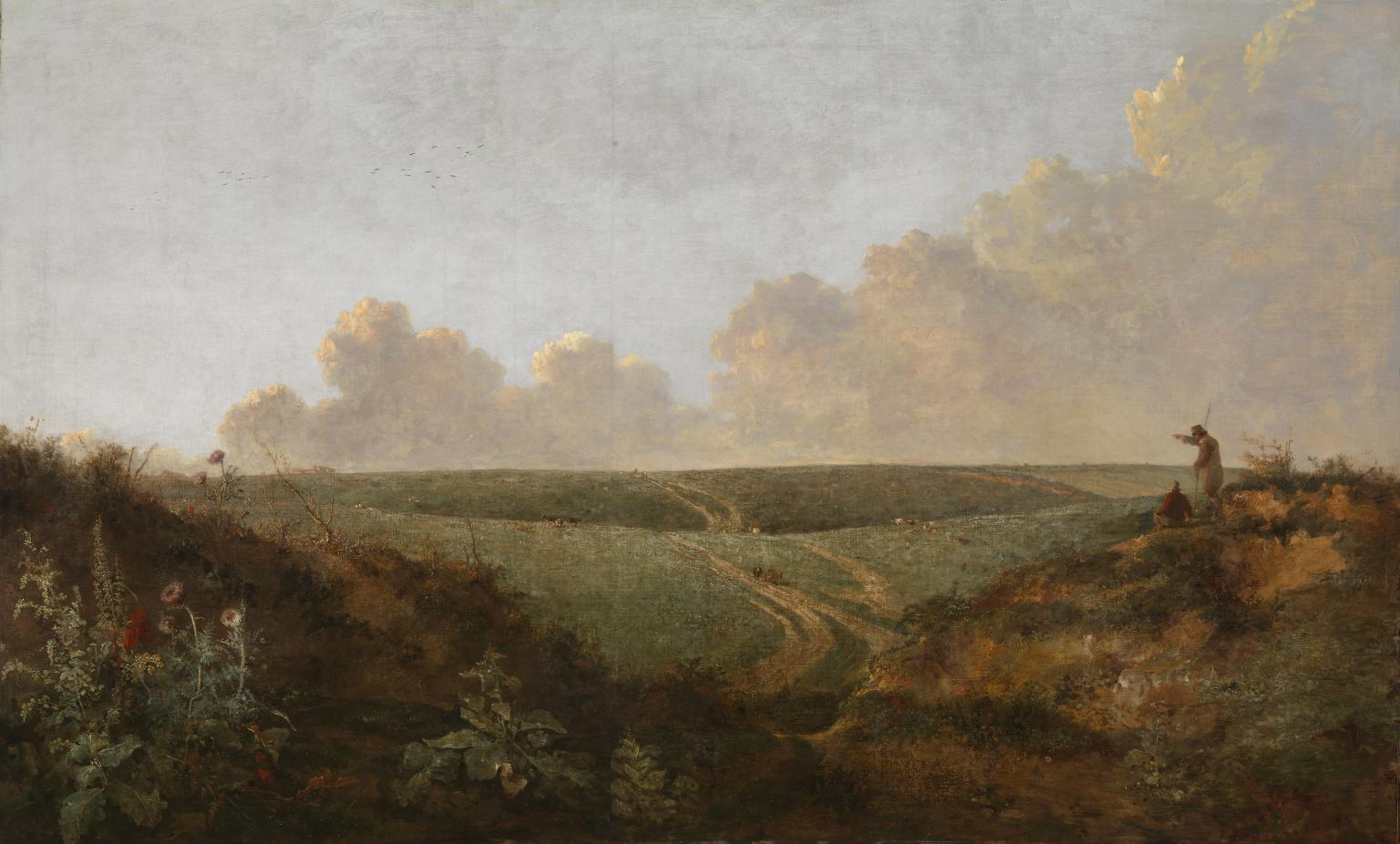
جون كروم ، Mousehold Heath ، نورويتش (سي 1818) ، تيت بريطانيا
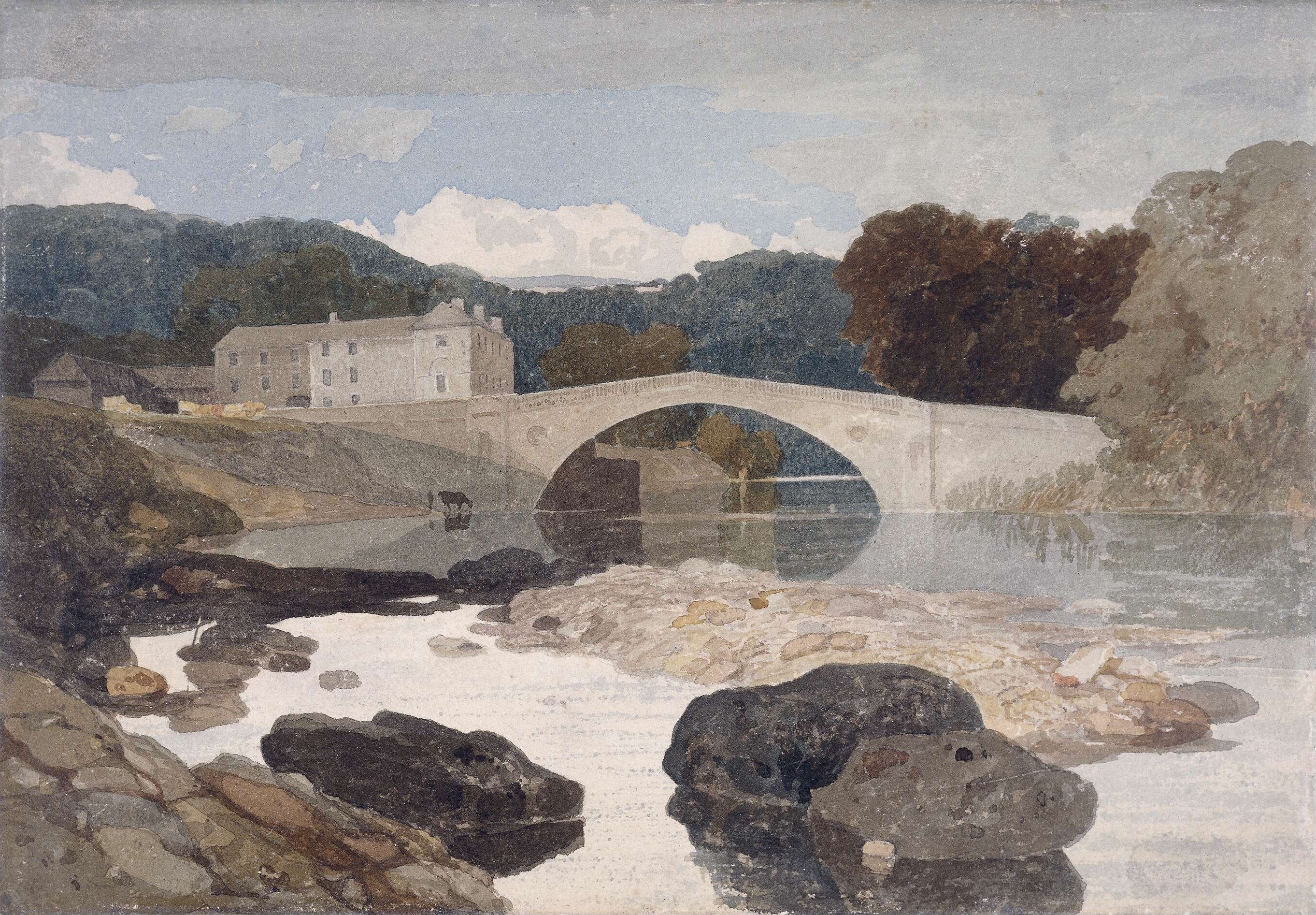
جون سيل كوتمان  [لغات أخرى]‏ ، جسر جريتا ( ق. 1806 ) ، المتحف البريطاني
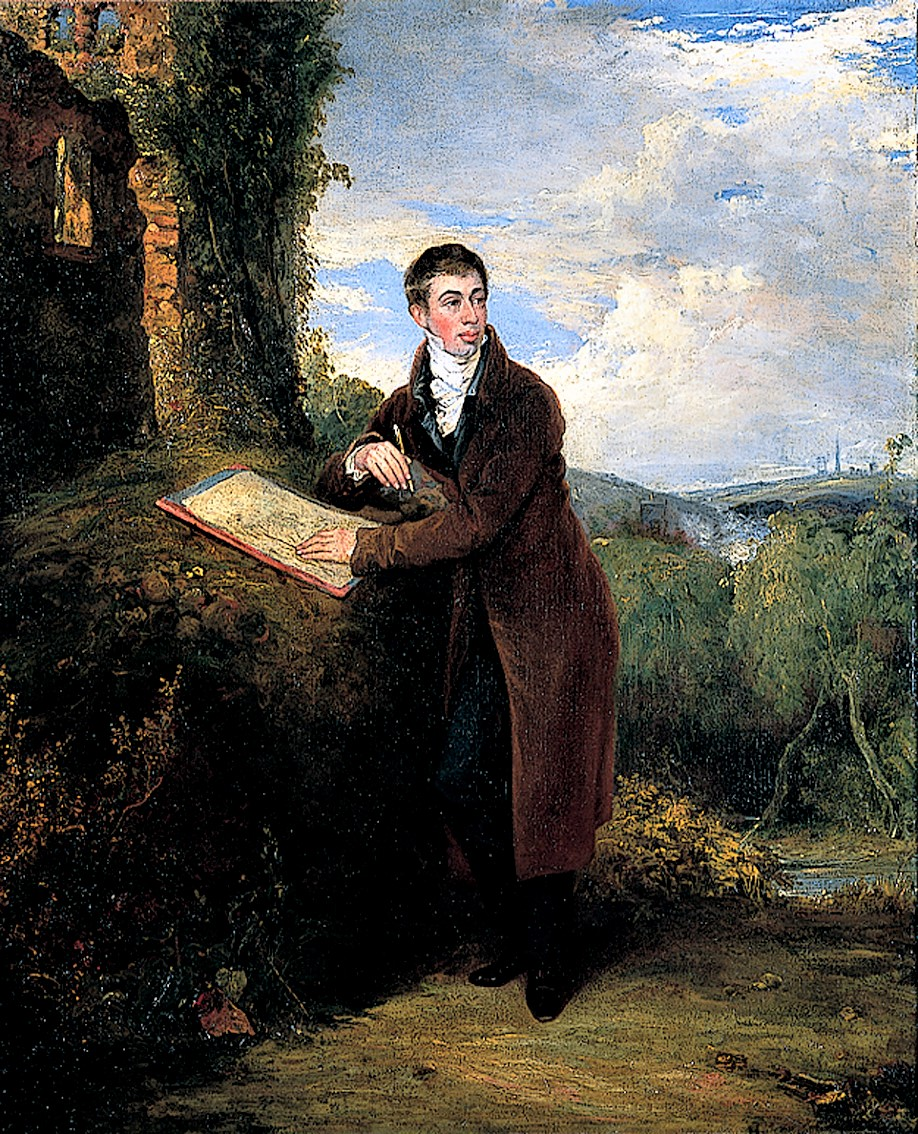
صورة لجوزيف كلوفر  [لغات أخرى]‏ لجورج فنسنت ، خلفية لفنسنت (غير مؤرخ) ، مجموعات متاحف نورفولك
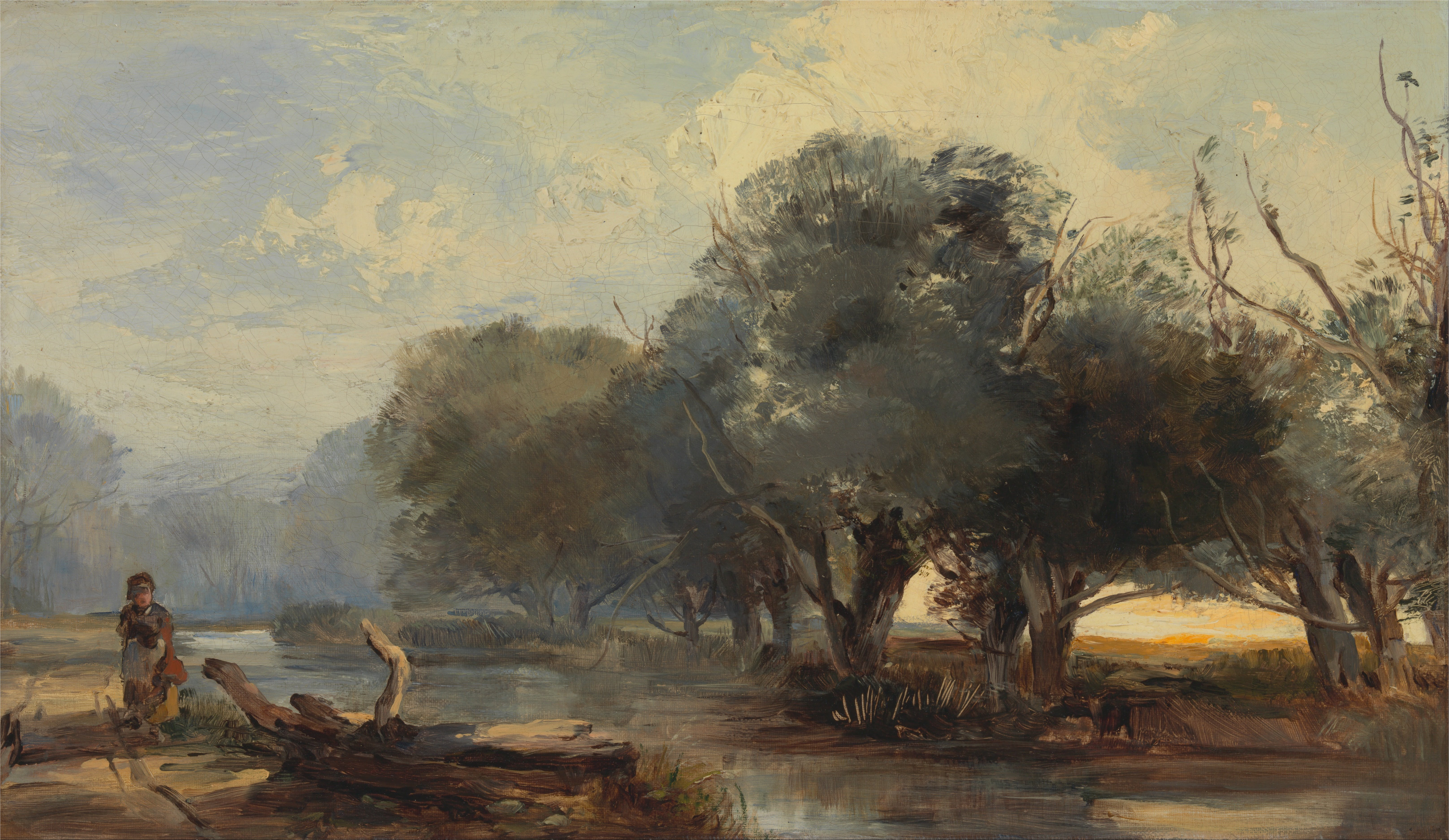
هنري برايت  [لغات أخرى]‏ ، على نورفولك برودز (سي 1855) ، مركز ييل للفن البريطاني
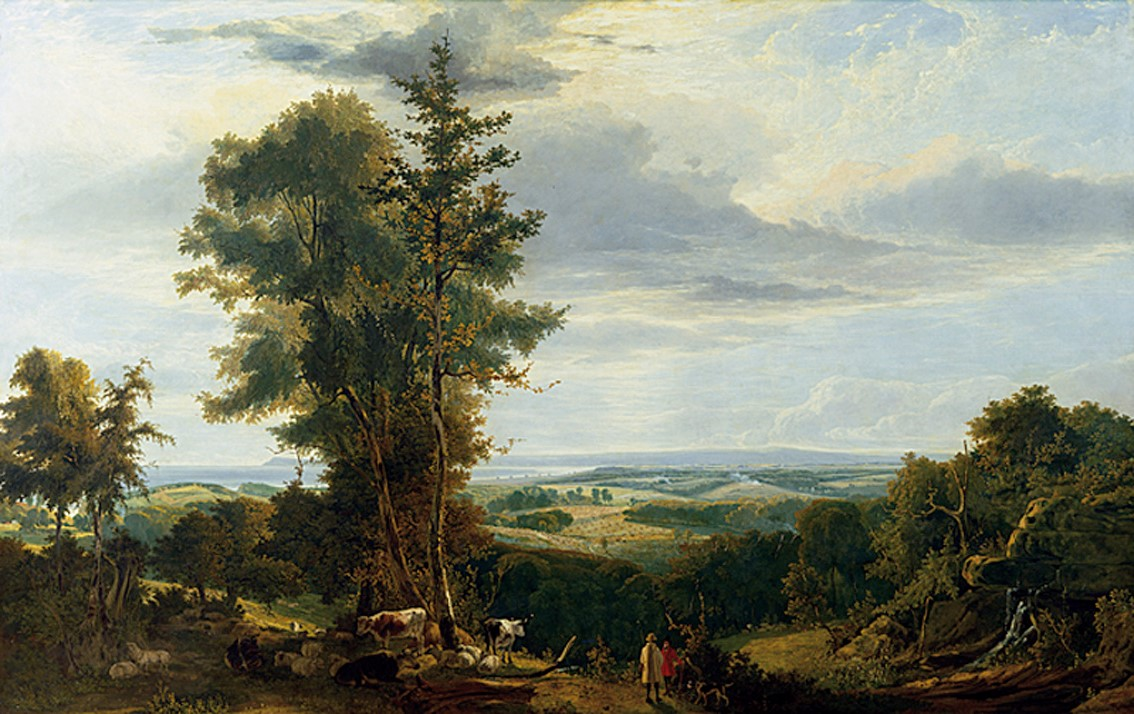
جورج فنسنت ، منظر بعيد لخليج بيفينسي ، مكان هبوط الملك ويليام الفاتح (1820) ، مجموعات متاحف نورفولك
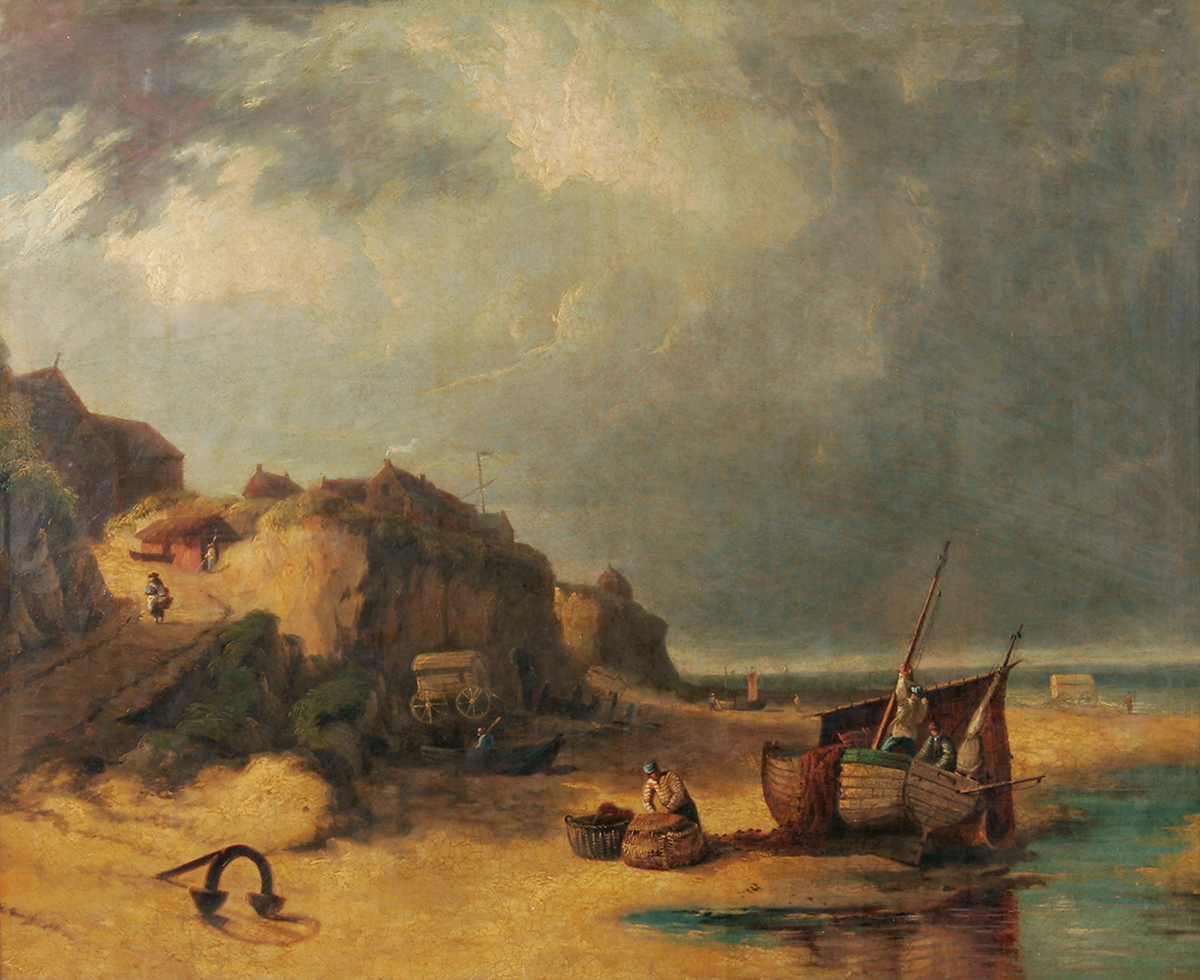
روبرت لادبروك  [لغات أخرى]‏ ، بيتش سين ، مونديسلي ، نورفولك (غير مؤرخ) ، مجموعات متاحف نورفولك
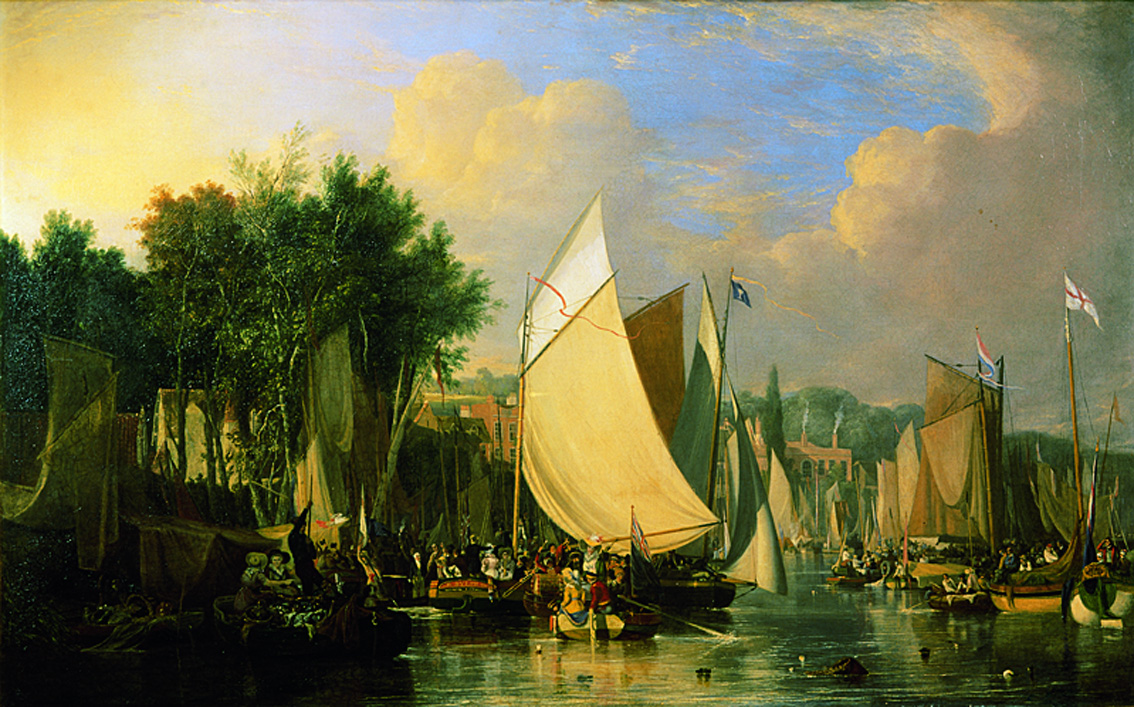
جوزيف ستانارد  [لغات أخرى]‏ ، Thorpe Water Frolic ، بعد الظهر (غير مؤرخ) ، مجموعات متاحف نورفولك
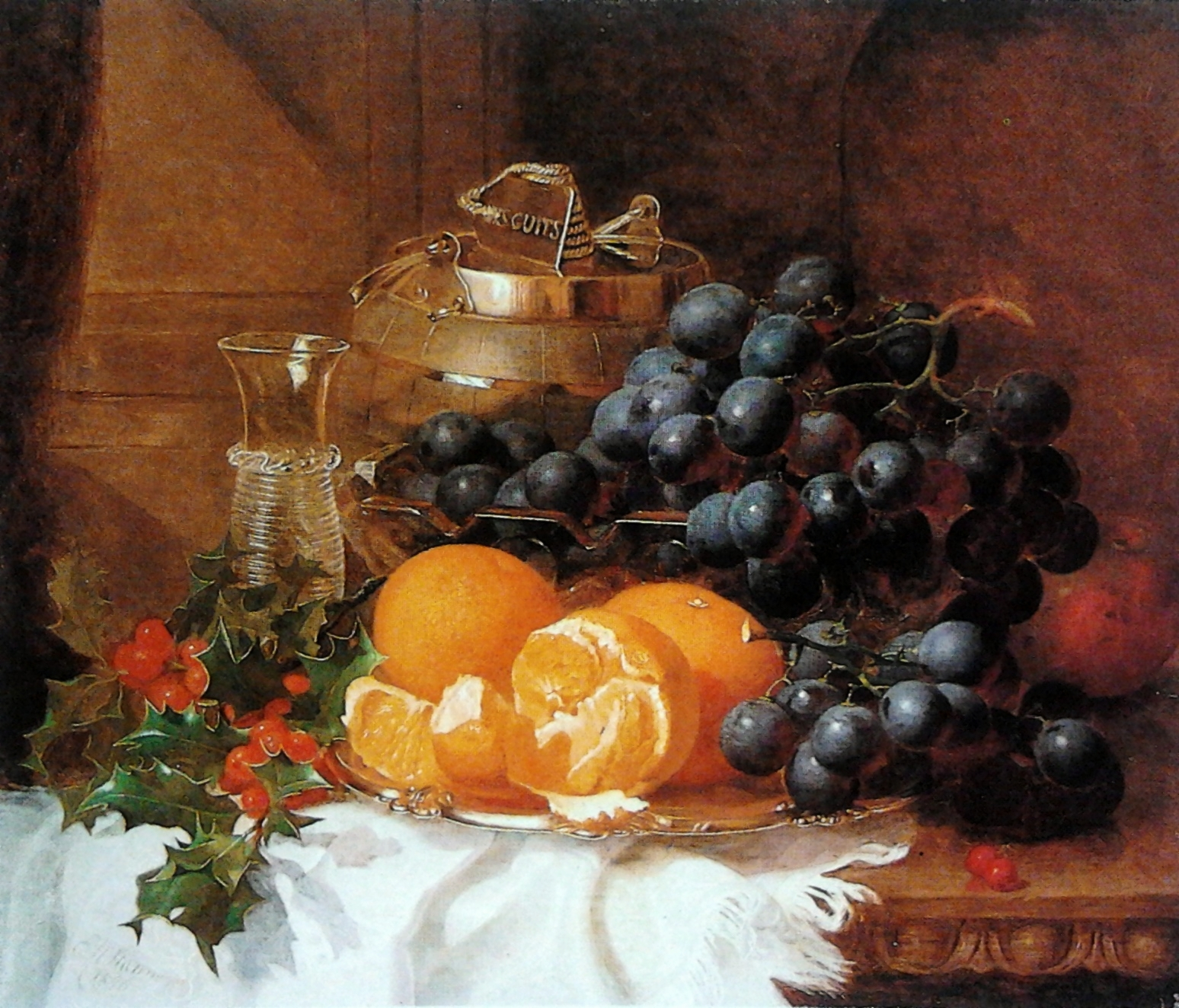
Eloise Harriet Stannard ، حياة عيد الميلاد الساكنة (1886) ، متحف مجموعة يوحنا بولس الثاني  [لغات أخرى]‏ ، وارسو
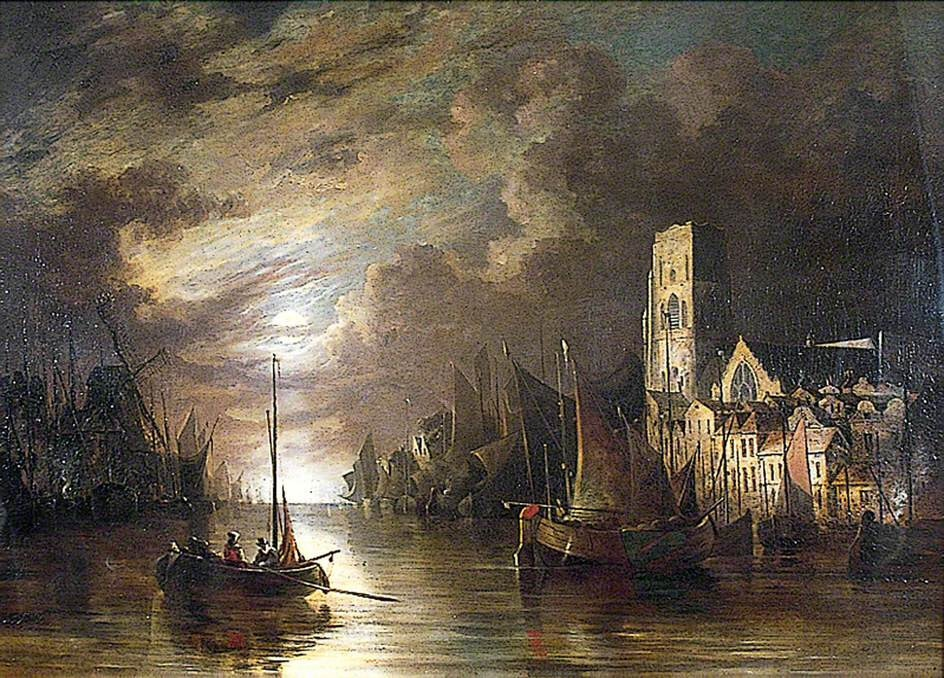
جون بيرني كروم  [لغات أخرى]‏ ، أمستردام ، هولندا (غير مؤرخ) ، مجموعات متاحف نورفولك
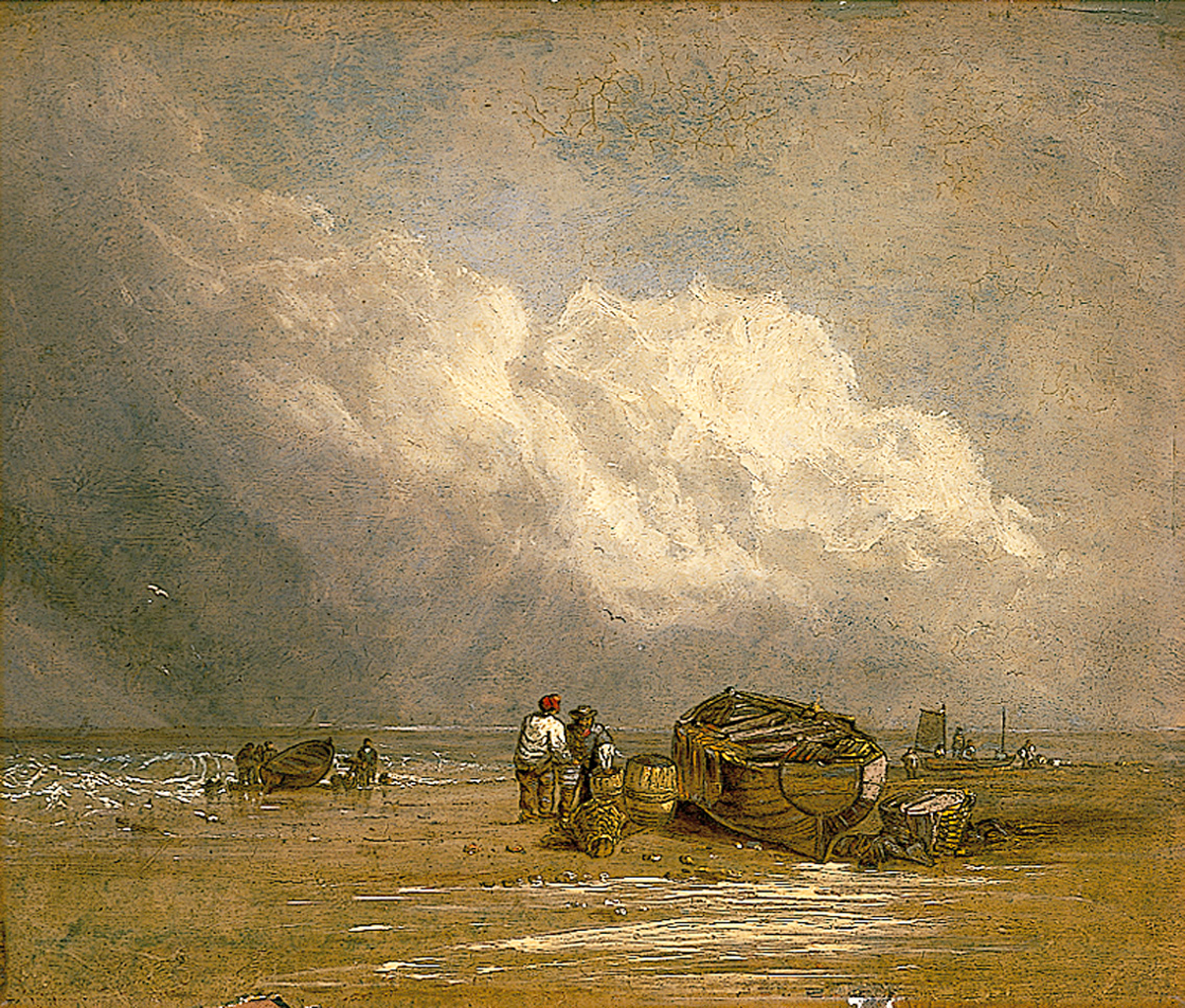
روبرت لادبروك  [لغات أخرى]‏ ، صيادون على شاطئ مع قوارب (غير مؤرخ) ، مجموعات متاحف نورفولك
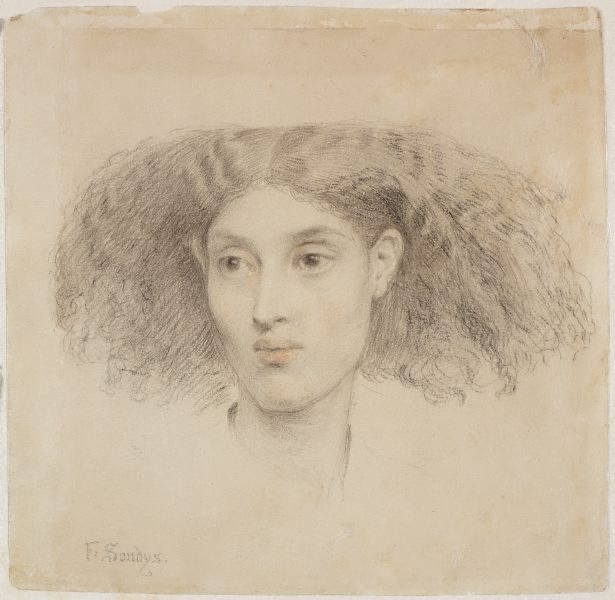
فريدريك سانديز ، دراسة رأس امرأة شابة مولاتو وجه كامل (حوالي 1859) ، معرض الفنون في نيو ساوث ويلز
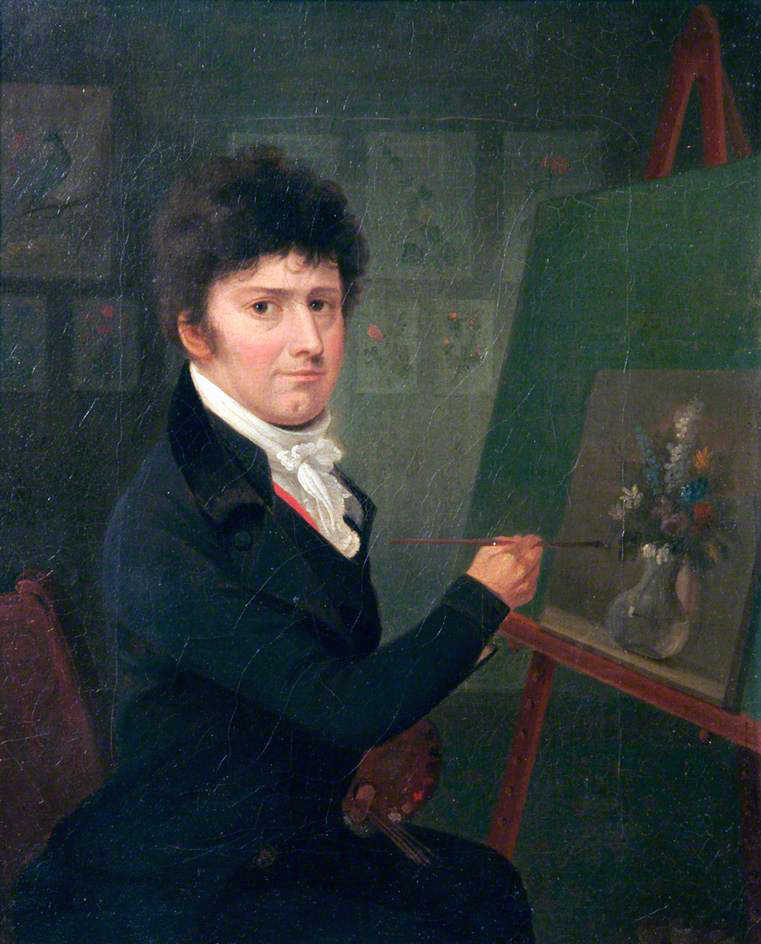
جيمس سيليت ، بورتريه ذاتي 1803 (1803) ، مجموعات متاحف نورفولك
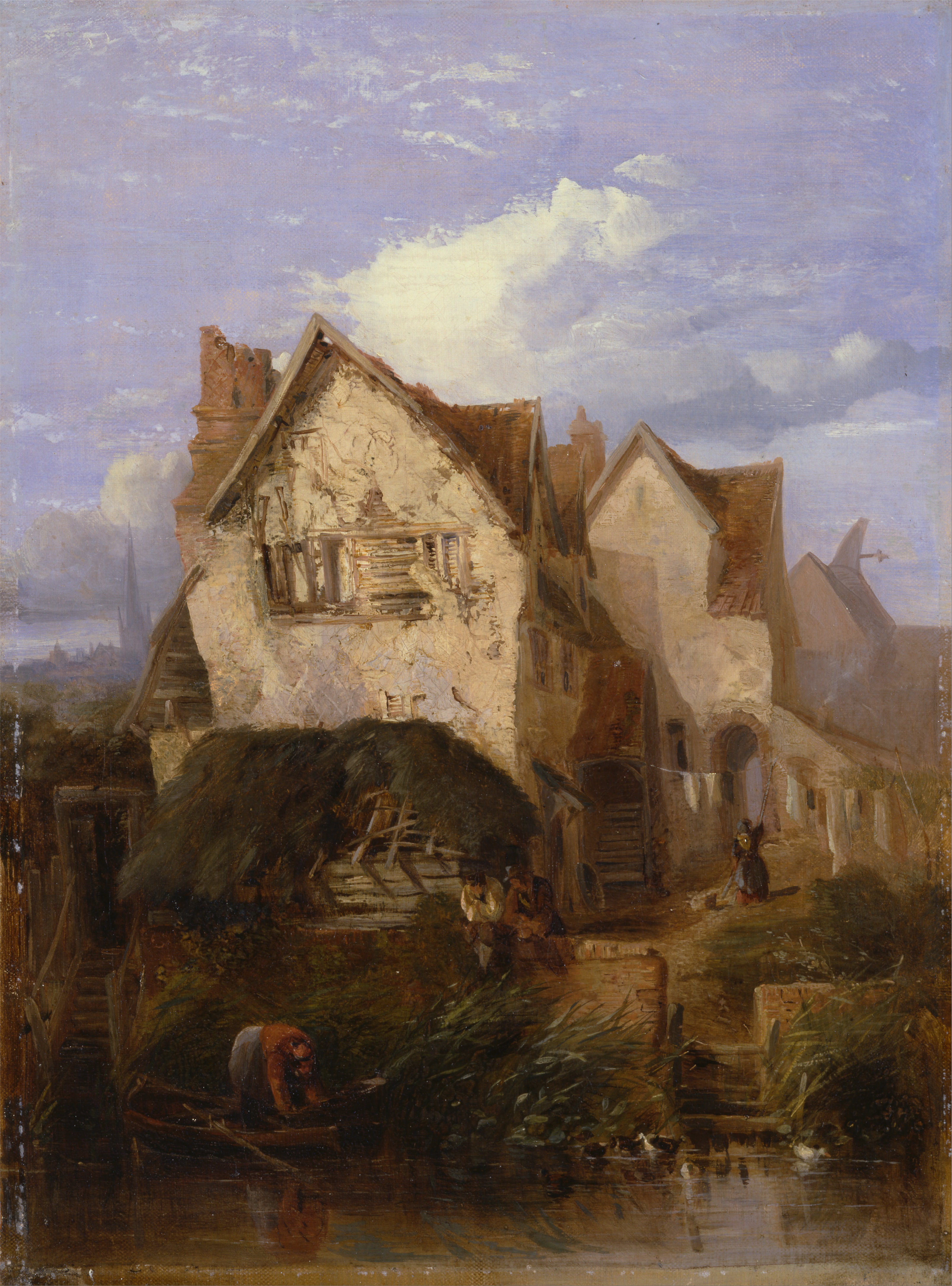
توماس لوند ، منظر بالقرب من نورويتش (حوالي 1850) ، مركز ييل للفن البريطاني
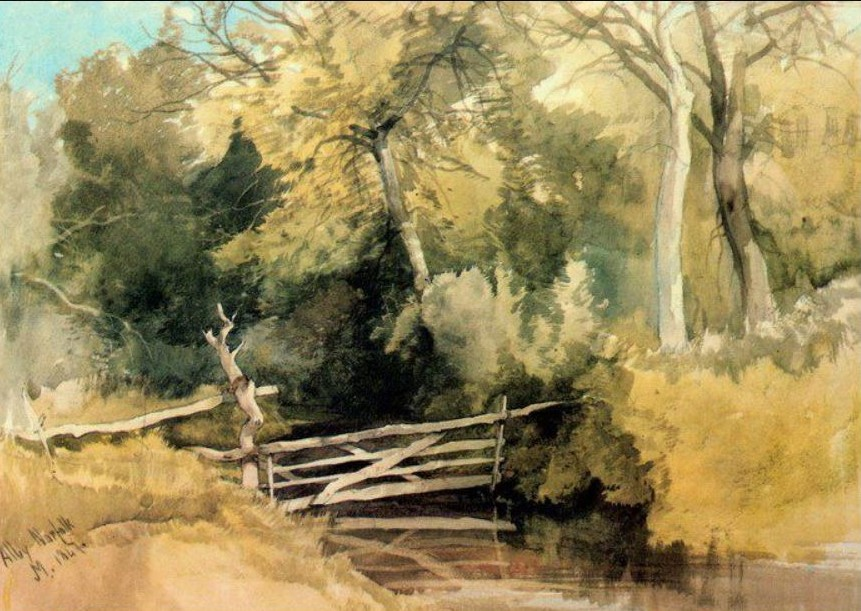
جون ميدلتون ، ألبي (1847) ، مجموعات متاحف نورفولك
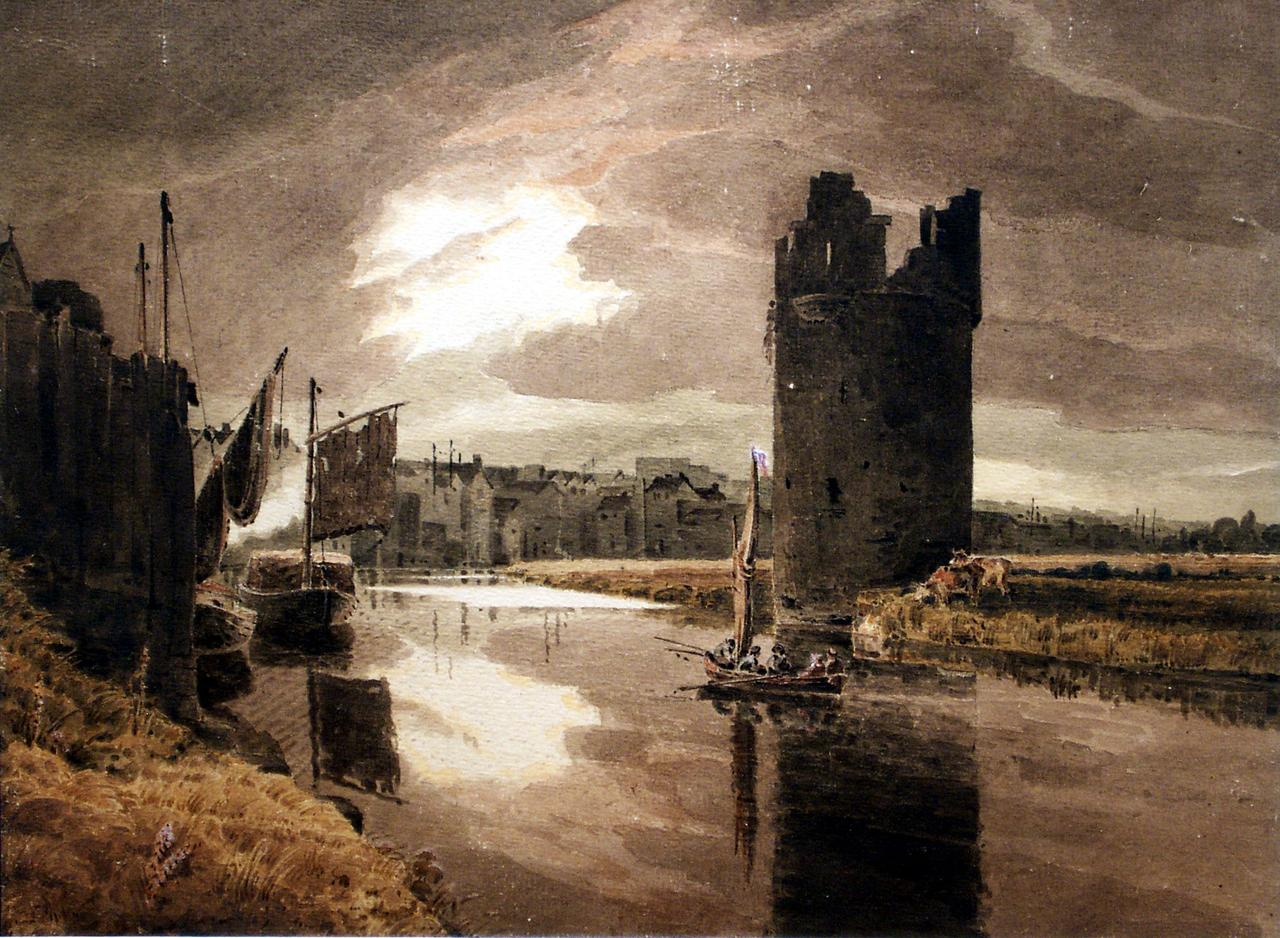
جون ثيرتل ، برج الشيطان بالقرب من بوابات شارع الملك - مساء (غير مؤرخ) ، مجموعات متاحف نورفولك
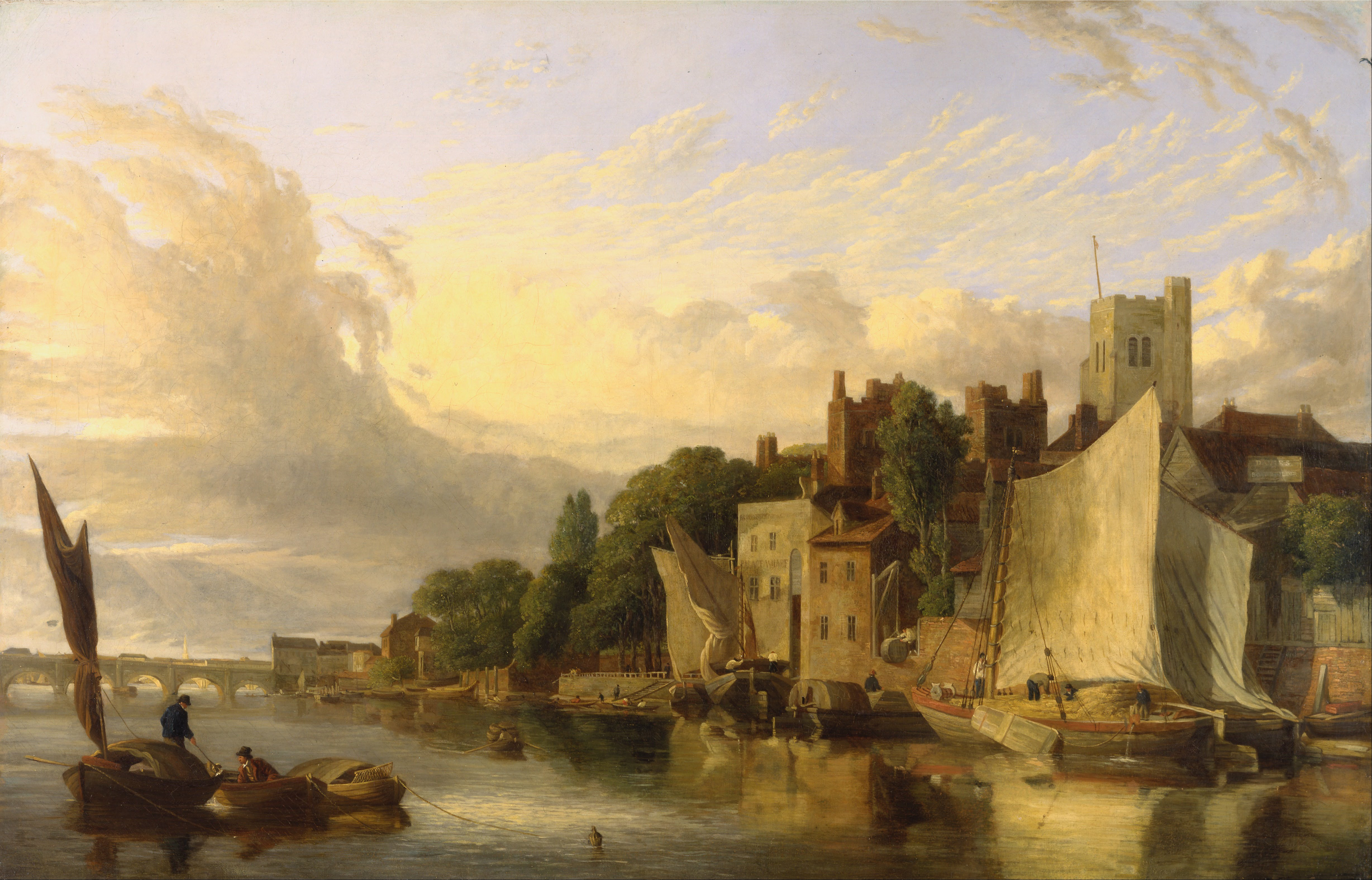
جيمس ستارك ، لامبيث من النهر باتجاه جسر وستمنستر (1818) ، مركز ييل للفن البريطاني
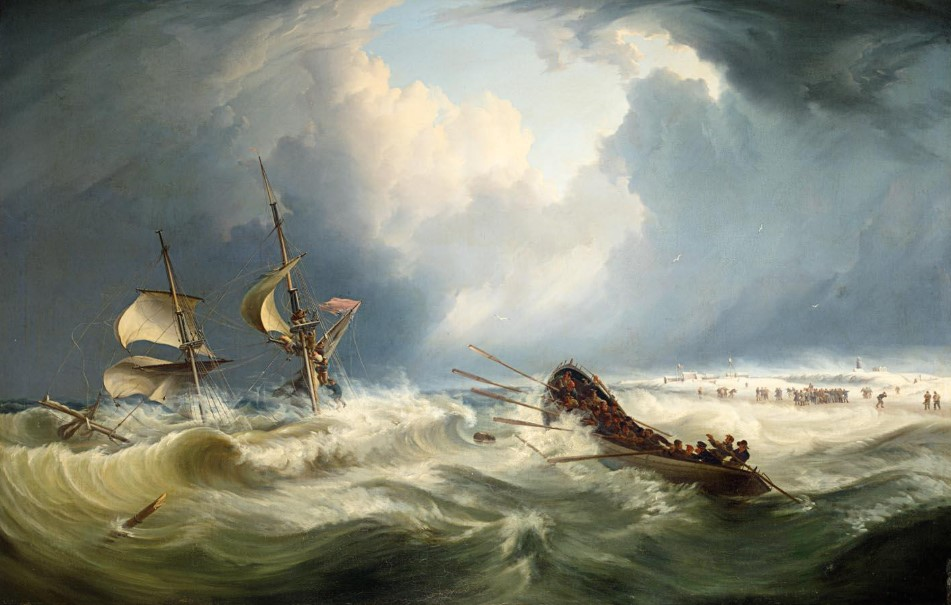
وليام جوي  [لغات أخرى]‏ ، إنقاذ الناجين من العميد هنري (غير مؤرخ)

## روابط خارجية
- مدرسة نورويتش (أندرو جراهام ديكسون، ميزات صنداي تلغراف)
- خدمة متاحف نورفولك
- معلومات عن مدرسة نورويتش (معرض منديل، نورويتش)